# Il passo del gambero

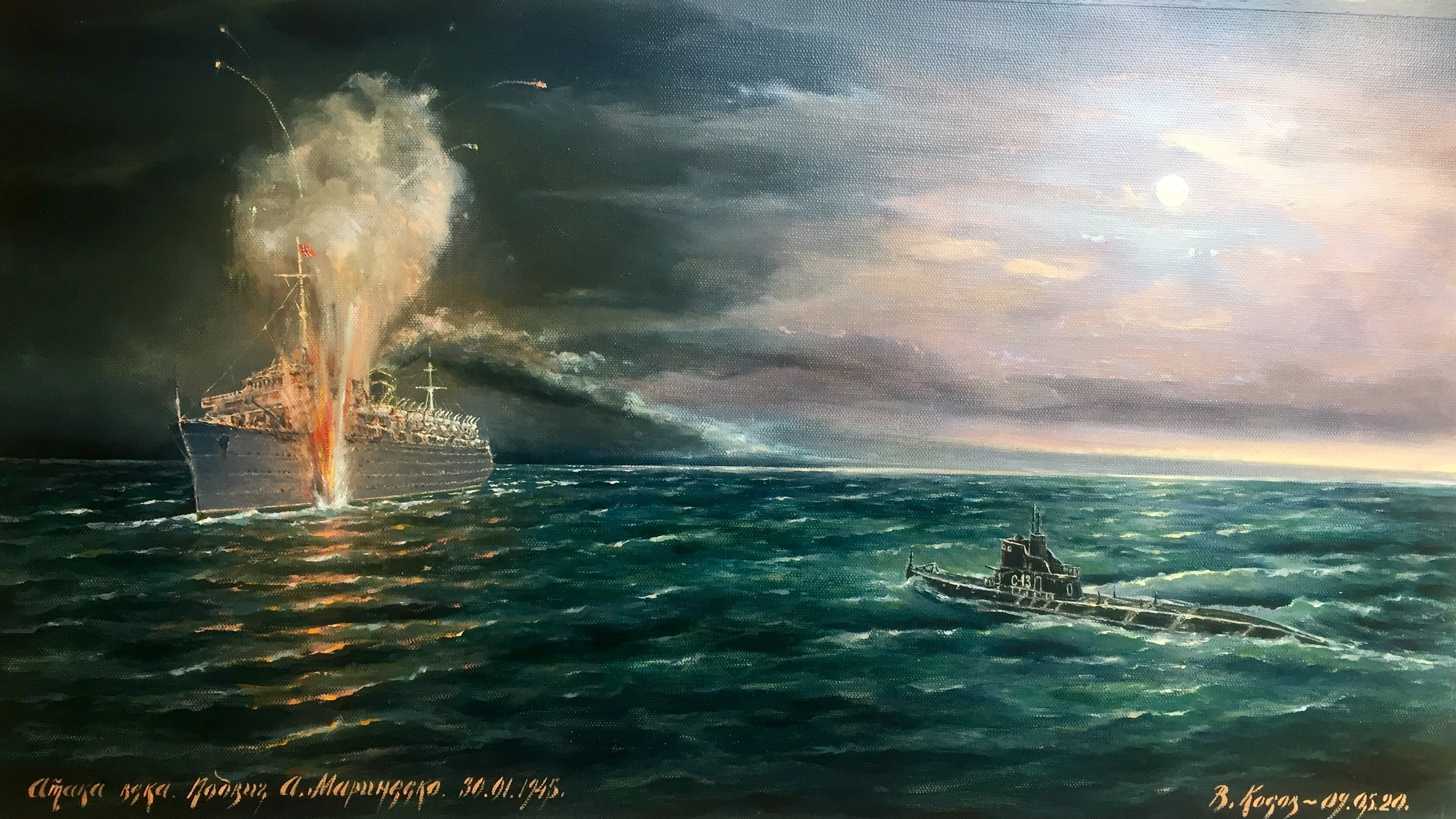
Attacco del secolo Morte di Wilhelm Gustloff.

Il passo del gambero è un romanzo pubblicato da Günter Grass nel 2002. Si tratta di una fiction in cui l'autore ricostruisce l'affondamento della Wilhelm Gustloff, nave da crociera nazista usata negli ultimi anni della seconda guerra mondiale per trasportare i cittadini tedeschi che fuggivano dall'invasione russa nell'est.

## Trama
All'interno del romanzo di Grass vengono presentate contemporaneamente tre storie: quella dell'affondamento della Wilhelm Gustloff da parte di un sottomarino russo guidato dal capitano di corvetta Aleksandr Ivanovič Marinesko; quella di Wilhelm Gustloff, nazista da cui la nave prende il nome, ucciso a Davos per mano di un ebreo; il trauma che la madre casciuba, Tulla, ha vissuto a causa dell'affondamento della Wilhelm Gustloff mentre fuggiva dall'invasione russa nei territori orientali.
Quest'ultimo filone è il collante tra le altre due parti: misteriosamente, il tema del trauma è ciò che unisce Tulla al nipote Konrad, saltando completamente la seconda generazione, quella a cui appartiene il narratore Paul. A Schwerin, un personaggio definito Der Alte, ossia il vecchio, chiede a Paul di raccontare la sua storia personale a partire dall'affondamento della Wilhelm Gustloff. Paul è però un narratore molto modesto e, dato che questi non riesce a svolgere il suo compito, Der Alte (alter ego dell'autore) decide di prendere il suo posto.